# Mezőszentmihály község
Mezőszentmihály község (románul: Comuna Sânmihaiu de Câmpie) község Beszterce-Naszód megyében, Romániában. Központja Mezőszentmihály, beosztott falvai Fűzkút, Köbölkútitanyák, Lompérd, Mezőbarátfalva, Mezősolymos.

## Népessége
A 2011-es népszámlálás adatai alapján a község népessége 1459 fő volt.